# さよなら! ハコボーイ!
『さよなら! ハコボーイ!』（英題：BYE-BYE BOXBOY!）は、ハル研究所が開発し、任天堂が2017年2月2日より配信を開始したニンテンドー3DS用アクションパズルゲーム。アメリカでは同年4月12日、ヨーロッパでは同年3月23日から配信開始。

## 概要
2015年発売の『ハコボーイ!』、2016年発売の『ハコボーイ! もうひとハコ』に続くシリーズ3作目。公式サイトでは本作について「3部作完結編」としているが、本作発売後もシリーズ作品の制作が行われている。
正方形の体を持つ主人公・キュービィが仲間と共に宇宙船「ハコシップ」に乗り、「モヤモヤ」に浸食された数々の惑星を救うため冒険に向かう。惑星の背景は、白と黒を基調としていたこれまでのシリーズとは違い、色鮮やかに描画されている。
今作では過去2作には無かった新しい仕掛けが数多く登場するほか、キュービィがハコ（箱）を用いて使用する様々な特殊能力「ハコパワー」を身につけて謎解きを行うステージもある。ただし、過去2作にあったハコを一度に2セット出せるステージは本作には無い。
本作の発売に合わせ、過去作を含む全シリーズが収録されたゲームカード、キュービィのamiibo、全シリーズの全曲が収録されたサウンドトラックの3つをセットにした『ハコボーイ! ハコづめBOX』が同日に発売された。

## ハコパワー
以下の能力「ハコパワー」は、特定のステージでのみ使用できる。
ハコロケット
出したハコを上方に噴射することができる能力。ハコがキュービィの体に付いた状態ではハコと共にキュービィの体も上昇する。
ハコボム
出したハコの先端を爆発させて地形を破壊できる能力。
ハコワープ
出したハコの先端部分に瞬間移動できる能力。
ハコリモコン
出したハコを自由に操作できる能力。ハコは連結したままヘビのように動き、空中を移動させることもできる。

## ワールド
ハコシップ
WORLD-1 ぼうけんの はじまり
基本的な技を学ぶワールド。全6ステージ。
PLANET-1 最初の惑星
WORLD-2 さわって進もう キュービィスイッチ
キュービィが前に重なることで仕掛けが作動する「キュービィスイッチ」があるワールド。全6ステージ。
WORLD-3 「ハコビト」をエスコートせよ
キュービィより一回り小さいキャラクター「ハコビト」が登場するワールド。キュービィの後をついて歩くハコビトをゴールまで導く必要がある。全6ステージ。
WORLD-4 フォールブロックで 足場づくり
頭上から「フォールブロック」が降ってくるワールド。このブロックをハコで止めて足場にしながら進むことになる。全6ステージ。
WORLD-5 天高く飛べ! ハコロケット
ハコパワー「ハコロケット」を用いることができるワールド。全7ステージ。
PLANET-2 2つ目の惑星
WORLD-6 しゃだんせよ レーザースイッチ
レーザーの発射台とそのレーザーが当たるブロック「レーザースイッチ」があるワールド。レーザーを遮断することで仕掛けが作動する。全6ステージ。
WORLD-7 ハコビトに迫る モヤモヤ
触れるとミスになる地形「モヤモヤ」が登場するワールド。ハコビトをゴールまで導く必要がある。全6ステージ。
WORLD-8 ウインドエリアに乗って
特定方向に強い風が流れるエリア「ウインドエリア」があるワールド。全7ステージ。
WORLD-9 ドカンと爆発! ハコボム
ハコパワー「ハコボム」を用いることができるワールド。全8ステージ。
PLANET-3 3つ目の惑星
WORLD-10 ウォーターエリアで プカプカと
水中のように上方向の浮力が働くエリア「ウォーターエリア」があるワールド。水面に浮いたハコの上にキュービィが乗ると1ハコ分沈み込む。全6ステージ。
WORLD-11 ハコビト運ぶ ベルトコンベア
上に載ると特定方向に移動するベルトコンベアが設置されているワールド。ハコビトをゴールまで導く必要がある。全6ステージ。
WORLD-12 押して持ち上げ レールブロック
レールに沿って動かすことができる「レールブロック」が設置されたワールド。全7ステージ。
WORLD-13 瞬間移動! ハコワープ
ハコパワー「ハコワープ」を用いることができるワールド。全8ステージ。
PLANET-4 モヤモヤ惑星
WORLD-14 星々を巣喰うもの
ウニのような姿の黒い生物「トゲボー」が登場するワールド。前作までの個体に加え、空中を左右に移動する個体も登場する。全6ステージ。
WORLD-15 乗せて動かせ てんびんブロック
両端にブロックが吊られた天秤のような仕掛け「てんびんブロック」があるワールド。上に乗ったハコの数によりブロックが上下する。全7ステージ。
WORLD-16 上下反転 アベコベエリア
キュービィの足が天井に付き全ての操作が上下反転するエリア「アベコベエリア」があるワールド。全7ステージ。
WORLD-17 大集結 ミックスワールド
これまでのワールドの様々な仕掛けが登場するワールド。全7ステージ。
WORLD-18 星々を救うもの
ハコパワー「ハコリモコン」を用いることができるワールド。その他、これまでの仕掛けも登場する。全8ステージ。
このワールドをクリアするとエンディングが流れる。
WORLD-19 おまけワールド その1
天井からトゲが落ちてくる場所があるワールド。その他、これまでの仕掛けも登場する。全7ステージ。
WORLD-20 おまけワールド その2
アベコベエリアが多く登場する高難度のワールド。全7ステージ。
WORLD-21 おまけワールド その3
前半の4ステージでハコロケットを、後半の4ステージでハコボムを用いる高難度のワールド。全8ステージ。
WORLD-22 おまけワールド その4
前半の4ステージでハコワープを、後半の4ステージでハコリモコンを用いる高難度のワールド。全8ステージ。

## チャレンジワールド
本編とは異なるモード。登場ステージは全て1画面に収まる小規模のものだが、各ワールドごとに行動制限が設けられている。プレイ時には画面の配色が反転する。それぞれ全8ステージ。
CHALLENGE WORLD-1 ハコ投げ禁止!
CHALLENGE WORLD-2 ハコフック、ハコスネーク禁止!
CHALLENGE WORLD-3 すべての王冠をあつめてクリア!
CHALLENGE WORLD-4 2ハコ以上落下せずにクリア!
CHALLENGE WORLD-5 ジャンプ禁止!

## ショップ
ステージクリア時に入手するメダルを用いて様々なものを購入できる。

### コスチューム
身に着けると見た目が変化する。一部のコスチュームの着衣時には特別な能力が備わる。
過去作『ハコボーイ!』『ハコボーイ! もうひとハコ』のセーブデータがある場合は、それぞれのコスチュームを読み込むことができる。種類については「ハコボーイ!#コスチューム」「ハコボーイ! もうひとハコ#コスチューム」を参照。
このほか、キュービィのamiiboを読み込むと、キュービィの仲間「キューシィ」のコスチュームが手に入る。また、本作と同じくハル研究所が開発しているゲームソフト『星のカービィ』シリーズ関連のamiiboを読み込むことで、各キャラクターにちなんだコスチュームに変更できる。
ほっぺ
頬にチークが塗られる。
まゆげ
太いまゆげをつける。
メガネ
眼鏡をかける。
七三
七三分けの髪型になる。
UFO
UFOのような姿になる。WORLD-3クリア後に購入できる。
イカ
イカのような姿になる。WORLD-3クリア後に購入できる。
海賊
どくろの印がついた三角帽子を被りアイパッチをつけ口髭を蓄えた姿になる。WORLD-7クリア後に購入できる。
ハコフグ
ハコフグのような姿になる。WORLD-7クリア後に購入できる。
コック
コック帽を被った姿になる。WORLD-14クリア後に購入できる。
探偵
推理小説に登場する探偵のように鹿撃ち帽を被った姿になる。WORLD-14クリア後に購入できる。
魔女っ子
魔女のような帽子を被りまつ毛と後ろ髪がつく。WORLD-18クリア後に購入できる。
ゾンビ
頭に大きな釘が刺さり体の色がくすんだゾンビのような姿になる。この状態では、穴に落ちた時を除き無敵になる。WORLD-18クリア後に購入できる。
ハコ殿
頭にちょんまげが付き全身が輝く。操作せずに放置するとちょんまげが扇子のように開く。全ワールドをクリアすると手に入る。
ハコ姫
長い黒髪の頭上に冠を被り着物を着用し全身が輝く。各ステージ内にある王冠を全て入手すると手に入る。
キューシィ
キュービィの仲間の女の子「キューシィ」の姿になる。この時、ゲーム中にヒントを何度でも見られるようになる（通常は閲覧時にニンテンドー3DS本体のゲームコインを消費する）。またゲーム画面をゲームボーイ風の色合いに変更できる。キュービィのamiiboを用いることで入手できる。
カービィ
「カービィ」を模した姿になる。カービィのamiiboを用いることで入手できる。
メタナイト
「メタナイト」を模した姿になる。メタナイトのamiiboを用いることで入手できる。
デデデ大王
「デデデ大王」を模した姿になる。デデデ、またはデデデ大王のamiiboを用いることで入手できる。
ワドルディ
「ワドルディ」を模した姿になる。ワドルディのamiiboを用いることで入手できる。

### サウンド
ゲーム内で用いられる曲を聴くことができる。全12曲。

### ハコまんが
キュービィと仲間たちが登場する4コマ漫画を読むことができる。全24話。